# 17091 Senthalir
17091 Senthalir è un asteroide della fascia principale. Scoperto nel 1999 da LINEAR, presenta un'orbita caratterizzata da un semiasse maggiore pari a 2,7800774 UA e da un'eccentricità di 0,1289761, inclinata di 1,90350° rispetto all'eclittica.
Senthalir è il cognome di una studentessa indiana nata nel 1986, quarta classificata al premio scientifico 2003 Intel International Science and Engineering Fair.